# Reiner Brocmann

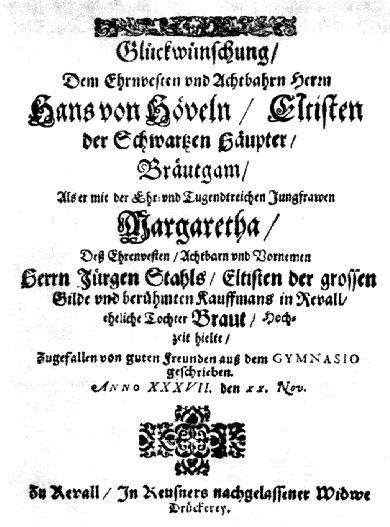
Titelblatt des ersten estnischsprachigen Gedichts

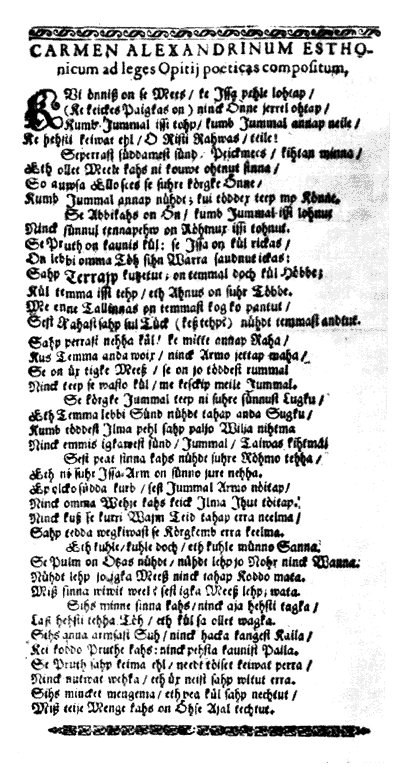
Das erste Gedicht in estnischer Sprache (1637)

Reiner Brocmann (* 28. Apriljul. / 8. Mai 1609greg. in Schwaan Graenzdorf Ksp, Mecklenburg-Schwerin; † 29. Novemberjul. / 9. Dezember 1647greg. in Tallinn) war ein deutschbaltischer Pfarrer, Übersetzer und Dichter. Von ihm stammt das erste Gedicht in estnischer Sprache (veröffentlicht 1637).

## Leben und Werk
Reiner Brocmann (auch Brockman oder Broocmann) erhielt seine schulische und universitäre Ausbildung in Rostock und Hamburg. Er war von 1639 bis zu seinem Tod Pastor in Kadrina im heutigen Kreis Lääne-Viru. Daneben unterrichtete er schon seit 1634 Altgriechisch in Tallinn, wohin er vom einstigen Rostocker Stadtschul-Rektor und nunmehrigen Tallinner Gymnasialrektor Henricus Vulpius berufen wurde. Brocmann ist außerdem als Übersetzer deutscher Kirchenlieder ins Estnische bekannt.

## Erstes estnisches Gedicht
Besonders inspiriert hat Brocmann Martin Opitz’ Buch von der Deutschen Poeterey. Auch von Paul Fleming erhielt er wesentliche Impulse. 1637 veröffentlichte Brocmann das erste Hochzeitsgedicht in estnischer Sprache. Es ist in Alexandrinern abgefasst, einem für Estnisch eigentlich unhandlichen Versmaß. Das Gedicht trägt die Überschrift Carmen Alexandrinum Esthonicum ad leges Opitij poeticas compositum. Drei weitere estnischsprachige Gedichte von Brocmann folgten zu seinen Lebzeiten.
Reiner Brocmann liegt heute in der Kirche von Kadrina begraben.

## Rezeption
Der estnische Exilschriftsteller Herbert Salu hat über das Leben Brocmanns die Romane „Lasnamäe lamburid“ (Lund 1978) und „Siiditee serval“ (Lund 1986) verfasst.

## Werke
- Reiner Brockmann: Teosed = Reineru Brokmannu poiemata. Koostanud ja toimetanud Endel Priidel. Tartu: Ilmamaa, 2000, 435 S., ISBN 9985-878-99-X (Text teilweise deutsch, estnisch, griechisch und lateinisch)